# Murène à longue queue
Strophidon sathete
Genre
Espèce
La murène à longue queue (Strophidon sathete) est une espèce de poissons de la famille des Muraenidae.

## Description et caractéristiques
C'est la plus longue des murènes, elle peut mesurer plus de 4 m de long. Cette espèce se caractérise par un corps très allongé, ainsi qu'une coloration brun-gris dorsale qui pâlit vers le ventre.

## Distribution et habitat
La murène à longue queue se trouve dans la zone Indo-Pacifique ouest de la mer Rouge et de l'Afrique orientale à l'ouest du Pacifique. Elle vit généralement dans les milieux boueux benthiques des zones marines et estuariennes, y compris les baies intérieures et des rivières.